# Эйсмонт, Гелиодор Станиславович
Гелиодо́р (Алоизий-Гелиодор, Алоизий-Илиодор) Станисла́вович Э́йсмонт (1861 — 21 марта 1908, Санкт-Петербург) — инженер-технолог, педагог, видный общественный деятель Российской империи начала XX века, надворный советник.
Штатный преподаватель С.-Петербургского Электротехнического института. Гласный Киевской городской думы. Почётный член Московского совета детских приютов Ведомства учреждений Императрицы Марии. Почётный попечитель Дома призрения бедных привилегированного сословия, Киевского благотворительного общества, Ведомства учреждений Императрицы Марии. Почётный член и почётный председатель правления Одесского пожарного общества. Почётный член и председатель правления Киевского вольного пожарного общества. Товарищ управляющего Первого Российского страхового общества.

## Биография
В 1885 году окончил курс Санкт-Петербургского практического технологического института, со званием инженер-технолога, что давало право на получение чина коллежского секретаря при поступлении на государственную службу. В 1886 году окончил офицерский класс Михайловского артиллерийского училища, с пожалованием чина артиллерии подпоручика. Выпущен подпоручиком 18-й конно—артиллерийской бригады. Высочайшим приказом от 4 (16) июля 1888 года, по артиллерии, зачислен в запас полевой конной артиллерии подпоручиком. 
С 1 (13) июня 1887 года, в звании инженер-технолога, и в чине подпоручика артиллерии, принят на службу в Общество Лозово-Севастопольской железной дороги. Служебную карьеру начал помощником машиниста. С 1 (13) октября 1893 назначен на должность правителя дел (начальником канцелярии) и, одновременно, начальником технической части (главным техником) того Общества. 
Одновременно с той службой, в том же — 1893, в звании инженер-технолога, определён на государственную службу в ведомство М-ва внутренних дел, штатным преподавателем черчения Электротехнического института, с 21 октября (2 ноября) 1893 . По званию инженер-технолога, утверждён в чине коллежского секретаря.  
Ещё раньше, в общем собрании Императорского русского технического общества от 22 декабря 1890 (3 января 1891) года, Г. С. Эйсмонт был предложен и избран в члены II-го (механики и механической технологии) и VIII-го (железнодорожного дела) отделов Общества. Предложили его кандидатуру А. Н. Горчаков, М. И. Алтухов, Н. А. Сытенко и ещё несколько членов общества. С 1892 года, одновременно с занимаемыми должностями на частной и государственной службе, он служил непременным членом—делопроизводителем VIII-го отдела   Императорского русского технического общества, издававшего журнал «Железнодорожное дело». Члены отдела неднократно предоставляли право его председателю «благодарить Г. С. Эйсмонта за исполненные им труды по делопроизводству VIII отдела». 23 мая (4 июня) 1892 года в С.-Петербурге, в Михайловском манеже, открылась Первая Всероссийская пожарная выставка, организованная обществом. В рамках выставки состоялся Первый съезд русских деятелей пожарного дела, на котором было учреждено Российское пожарное общество. Г. А. Эйсмонт участвовал в работе съезда как секретарь железнодорожной секции. Был избран, от железнодорожного отдела, членом «экспертной при Пожаной Выставке Комиссии».    
После выкупа в 1894 году Лозово-Севастопольской железной дороги казной, А.-Г. С. Эйсмонт был приглашён, в том же — 1894, инженер-инспектором в Первое Российское страховое общество. Одновременно он оставался штатным преподавателем Электротехнического института и служил членом—делопроизводителем VIII отдела ИРТО. Тогда же — в 1890-х, Эйсмонт выступил соавтором учебно-технического пособия для железнодорожных машинистов, выдержавшего несколько переизданий.    
Труды Эсмонта как педагога были отмечены государственной наградой. Высочайшим указом от 13 (25) апреля 1897, в воздаяние отлично-усердной и ревностной службы и особых трудов, пожалован кавалером ордена Святого Станислава 3 степени, коллежский секретарь, штатный преподаватель Электротехнического института, инженер-технолог Гелиодор Эйсмонт.  
Оставив службу педагогом, Эйсмонт вернулся на службу в ведомство М-ва путей сообщения. Приказом министра путей сообщения от 27 октября (8 ноября) 1897 за № 148, определяется на службу, из отставных, коллежский секретарь, технолог Алоизий-Гелиодор Эйсмонт — по министерству, с причислением к оному, и с прикомандированием для занятий к Департаменту железных дорог, с 27 июня (9 июля) 1897.
В том же — 1897, Эйсмонт был назначен главным окружным инспектором Первого Российского страхового о-ва для Юго-Западного и Новороссийского края. Жил и служил в Киеве. На 4-летие 1906—1910 годов избиран гласным Киевской городской думы и членом городских исполнительных комиссии, учреждённых городской думой на 4-летие с 1906 года: мостовой, строительной, — а также членом комитета Киевской городской публичной библиотеки и депутатом от городской думы в педагогическом совете Киевской 2-й мужской гимназии. Заслугой Гелиодора Станиславовича стало отделение Одесской вольной пожарной команды от полицейской и её самостоятельное существование. Эйсмонт был избран почётным членом и почётным председателем правления Одесского пожарного общества. Он принимал активное участие в работе многих обществ, благотворительных, страховых и пожарных. В 1907 году Гелиодор Станиславович назначен товарищем управляющего Первого Российского страхового о-ва и переехал в С.-Петербург.   
Одновременно со службой в Первом Российском страховом обществе, в 1899 году Эйсмонт назначается почётным членом Московского совета детских приютов, Ведомства учреждений Императрицы Марии. В отличие от местных, частных и общественных благотворительных обществ и организаций, это была государственная должность. По штатам ведомства учреждений Императрицы Марии происходило дальнейшее чинопроизводство Эйсмонта. С 8 (21) марта 1902 он производится, за выслугу лет, из титулярных советников в коллежские асессоры. В том чине с 8 (21) октября 1905 назначается на должность почётного попечителя Дома призрения бедных привилегированного сословия, Киевского благотворительного общества, с оставлением в занимаемой им должности почётного члена Московского совета детских приютов. С 8 (21) марта 1906 производится, за выслугу лет, в надворные советники. С 21 марта (3 апреля) 1908 исключён из списков умершим.  
Умер в Санкт-Петербурге 21 марта (3 апреля) 1908. Был похоронен 22 марта (4 апреля) 1908 на Смоленском лютеранском кладбище. Панихида служилась в домовой церкви во имя Свт. Николая Чудотворца при «1-го ночлежно-работном доме для беспризорных детей и подростков в С.-Петербурге», основанном и управлявшимся супругой Эйсмонта — Анной Сергеевной Эйсмонт.  

## Труды и публикации
- Руководство службы паровозного машиниста: С прил. статей об устройстве ж.-д. пути, краткой истории изобретения паровоза и перечня главнейших составных его частей: С 194 рис. в тексте и 8 л. отд. черт / А. К. Бем. — 2-е изд., вновь испр. и доп. инж.-техн. Л. Н. Ашурковым и Г. С. Эйсмонтом. — СПб.: В. Эриксон, 1894; 3-е изд., печ. со 2-го испр. и доп. инж.-техн. Л. Н. Ашурковым и Г.С. Эйсмонтом. — СПб.: В. Эриксон, 1899.

- - Вопросный ключ к руководству службы паровозного машиниста, составленному А.К. Бем. (Изд. 1894 г., испр. и доп. инж. техн. Л. Н. Ашурковым и Г. С. Эйсмонтом). — СПб., 1896.

## Семья
- Жена — Анна Сергеевна, первом браке Ноинская, во втором браке — Ноинская, в третьем браке — Эйсмонт (1861—1942), видный общественный деятель в сфере благотворительности С.-Петербурга начала XX в.

Анна Сергеевна в первом браке была замужем за майором 5-го пехотного Калужского Его Императорского Королевского Величества Императора Германского и Короля Прусского полка Антоном Михайловичем Ноинским (1841—1881), внучатым племянником генерал-аудитора, директора Аудиторского департамента Военного М-ва, тайного советника А. И. Ноинского.
Овдовев, 22-летняя майорша А. С. Ноинская с 5 (17) сентября 1882 вторым браком вышла замуж за племянника тайного советника А. И. Ноинского, дядю мужа — 59-летнего чиновника канцелярии военного министра, статского советника Захара Антоновича Ноинского. Для него брак, с вдовой племянника, был первым и единственным. Поручители по жениху: делопроизводитель эмеритального (пенсионного) отдела канцелярии Военного м-ва, действительный статский советник Иван Фёдорович Эвальд (13.11.1827—после 1899) и бухгалтер эмеритального (пенсионного) отдела канцелярии Военного м-ва, надворный советник Валериан Валерианович Сычевский (29.01.1846—14.05.1890); по невесте: генерал-майор В. Д. Коссинский и архитектор, коллежский советник Б. Д. Рожанский. Через полтора месяца после свадьбы З. А. Ноинский вышел в отставку, с чином действительного статского советника, мундиром и пенсией. Брак был бездетен. В 1885 году овдовевшей действительной статской советнице А. С. Ноинской была назначена, от военного ведомства, пенсия, а в 1886 — добавка к пенсии.  
Овдовев во второй раз, 27-летняя действительная статская советница А. С. Ноинская, с 29 июля (10 августа) 1888, третьим браком, вышла замуж ровесника, 27-летнего подпоручика 18-й конно-артиллерийской бригады, состоящего в запасе конной артиллерии, Алоизия-Гелиодора Станиславова Эйсмонта (Heliodor Alojzy Ejsmont). Для него брак с дважды вдовой Ноинской был первым, но не единственным. Поручители по жениху: брат — младший помощник участкового пристава С.-Петербургской городской полиции, титулярный советник Альбоин-Иордан-Александр Станиславов Эйсмонт, и коллежский секретарь Сергей Васильевич Страшкевич; по невесте: дворянин Николай Фёдорович Булгаков и инженер-технолог Иван Николаевич Бурцов. Означенный брак, определением С.-Петербургского епархиального начальства от 28 января—3 февраля 1904 года, утверждённый указом Св. Синода от 6 марта 1904 г. за № 222, был расторгнут. Несмотря на то, что брак был расторгнут, траурные объявления о кончине А.-Г. С. Эйсмонта в столичных газетах были даны от имени его жены — Анны Сергеевны, и их детей. Известно, что у А. С. Эйсмонт была рано умершая дочь Александра, а у А.-Г. С. Эйсмонта был, по-видимому, от второго брака, сын.
- - Сын — Николай Гелиодорович Эйсмонт (19.09.1906, Киев—26.02.1965, Ленинград), известный художник, скульптор, график и архитектор: с 1933 — чл. Союза советских архитекторов, с 1946 — чл. Союза художников УССР, с 1956 — чл. С.-Петербургского союза архитекторов, с 1958 — чл. С.-Петербургского союза художников, с 1961 — член Союза художников СССР.

Анна Сергеевна Эйсмонт, как и последний её супруг, активно занималась общественной деятельностью и благотворительностью. В середине 1890-х она – член «Общества городских дешевых и бесплатных столовых и чайных в С.-Петербурге», заведующая 7-й народной столовой «на Прудках». В середине 1910-х – член благотворительного общества «Дом трудолюбия для образованных мужчин» (ул. Надеждинская, 17). 
Однако, главным и самым известным её детищем стало открытие 24 марта (6 апреля) 1901 года «1-го ночлежно-работного дома для беспризорных детей и подростков с бюро устройства в мастерство в С.-Петербурге» под заведыванием специально учреждённой Комиссии Спасско-Казанского отдела «Общества попечения о бедных и больных детях» (Общества «Синий Крест»), состоящего под покровительством Её Императорского Высочества великой княгини Елизаветы Маврикиевны. С утверждением в следующем году устава, общество преобразовано в самостоятельное «Попечительное общество о первом ночлежно-работном доме бля бесприютных детей и подростков мужского пола в С.-Петербурге с бюро устройства в мастерство в С.-Петербурге», находившегося в ведении «Попечительства о домах трудолюбия и работных дома», состоящего под покровительством Её Императорского Величества императрицы Александры Фёдоровны. В обходе общество называли просто - «Приют А. С. Эйсмонт». История приюта, описываемая на страницах столичных газет того времени, изобилует многочисленными фактами трагических судеб призреваемых детей, глубокой преданности, бескорыстности и жертвенности А. С. Эсмонт своему детищу. Почётными членами попечительного общества состояли такие видные деятели России, как министр внутренних дел В. К. фон Плеве, который в 1903 году исходатайствовал у императора 20 000 руб. из сумм министерства для покупки приюту собственного дома. Выдающиеся деятели русского театра, такие, как М. Г. Савина и В. О. Комиссаржевская, принимали самое активное участие в организации и участии в благотворительных спектаклях, сборы от которых шли в пользу общества. Архитектор Ю. Ю. Бенуа, был избран пожизненным членом общества.
В приюте в разное время призревалось до 100 подростков, которые обучались щёточному, переплетному, портняжному и сапожному ремеслу. Для продажи изделий воспитанников в доме работал «благотворительный базар», или выставка-продажа изделий, причем в кооперации с изделиями других благотворительных обществ. Работало отделение для малолетних детей, где их обучали грамоте. Было открыто отделение для беспризорных девочек. По инициативе А. С. Эйсмонт, для детей введено обязательное занятие «гимнастикой». Для наблюдения за их здоровьем, заведена врачебная амбулатория и установлено постоянное дежурство врача. 
За создание первого ночлежного работного дома для беспризорных детей и подростков, на международной выставке «Детский мир», проходившей в 1904 году в Таврическом дворце, А. С. Эйсмонт была награждена, по научно-учебному отделению, золотой медалью. 
Ночлежно-работный дом приюта первоначально нанимал помещение в доходном доме по ул. Б. Подьяческой, д. 19 / угол Екатерингофского пр-та, д. 10. Через три месяца работы домовладелец — Д. Н. Пфейфер, его выгнал. А. С. Эйсмонт «пожертвовала совей собственной квартирой для бездомных ребят, соединила её с другим, прилегающем к ней помещением, переселила туда всех своих 43-х мальчуганов, а сама переехала в другую квартиру, в том же доме» — на ул. Серпуховской, д. № 5, кв. 10. 
В 1904 году для приюта был приобретен собственный 3-этажный дом, с двумя надворными флигелями, по ул. Садовой, д. 86, за 90 000 руб., который был отремонтирован и приспособлен специально для нужд общества. А. С. Эйсмонт пожертвовала из собственных средств 20 000 руб. на его покупку. По совпадению, или нет, но третий брак А. С. Эйсмонт был расторгнут в том же году. 
Через два года при Доме приюта, на 3-м этаже, по проекту академика архитектуры М. И. фон Гогена, была открыта домовая церковь во имя Свт. Николая Чудотворца. Чин освещения храма 3 (16) декабря 1906 и первую литургию провёл преосвященный Сергий, епископ Ямбургский, ректор С.-Петербургской духовной академии и будущий патриарх Московский, при участии кронштадтского протоиерея о. Иоанна Сергиева, почётного члена общества, и др. священнослужителей. 
Летом для малолетних и больных воспитанников приюта первоначально нанимались дачные места, пригодные для этих целей. В 1905 году отделение приюта для малолетних и малокровных сирот, с присвоением ему в 1907 году имени члена-благотворителя А. Н. Петичева, было открыто в Гатчине (Мариенбург, ул. Набережная, 7); там же была открыта и летняя дача общества.
Председательницей правления общества и попечительницей работного дома в период с 1901 по 1908 год была сама А. С. Эйсмонт. Вместе с другими членами общества, для борьбы с детской беспризорностью, бродяжничеством и эксплуатацией детского труда, она продвигала идею организации в России детской Лиги труда (Союза труда), какие существовали, к тому времени, в Великобритании, США, Германии, Испании, Франции, Египте и Китае. Как учредительница, она поддерживала работу своего детища и в дальнейшем.  
- Брат — Альбоин-Иордан-Александр Станиславов Эйсмонт (13.02.1855—1.10.1891) — коллежский асессор, полицейский чиновник. Службу начал по ведомству М-ва юстиции, канцелярским чиновником С.-Петербургского окружного суда; с 3.09.1876 из канцеляристов произведен, за выслугу лет, в коллежские регистраторы; с 3.09.1879 — губернский секретарь; переведён в ведомство М-ва внутренних дел, в резерв чиновников С.-Петербургской городской полиции; с 21.09.1884 — коллежский секретарь; с 21.09.1887 — титулярный советник, мл. помощник пристава 3-го участка Спасской части С.-Петербурга (контора — ул. Фонтанка, д. № 79), капитана армейской пехоты Михаила Федоровича Гужвы; с 21.09.1890 — коллежский асессор. Католик. С 29.04.1891 присоединён к православию, крещён с именем Александра, и тем же числом женился на купчихе Елене Фёдоровне Бобровой. В том же году умер.